# ローザンヌ国際バレエコンクール

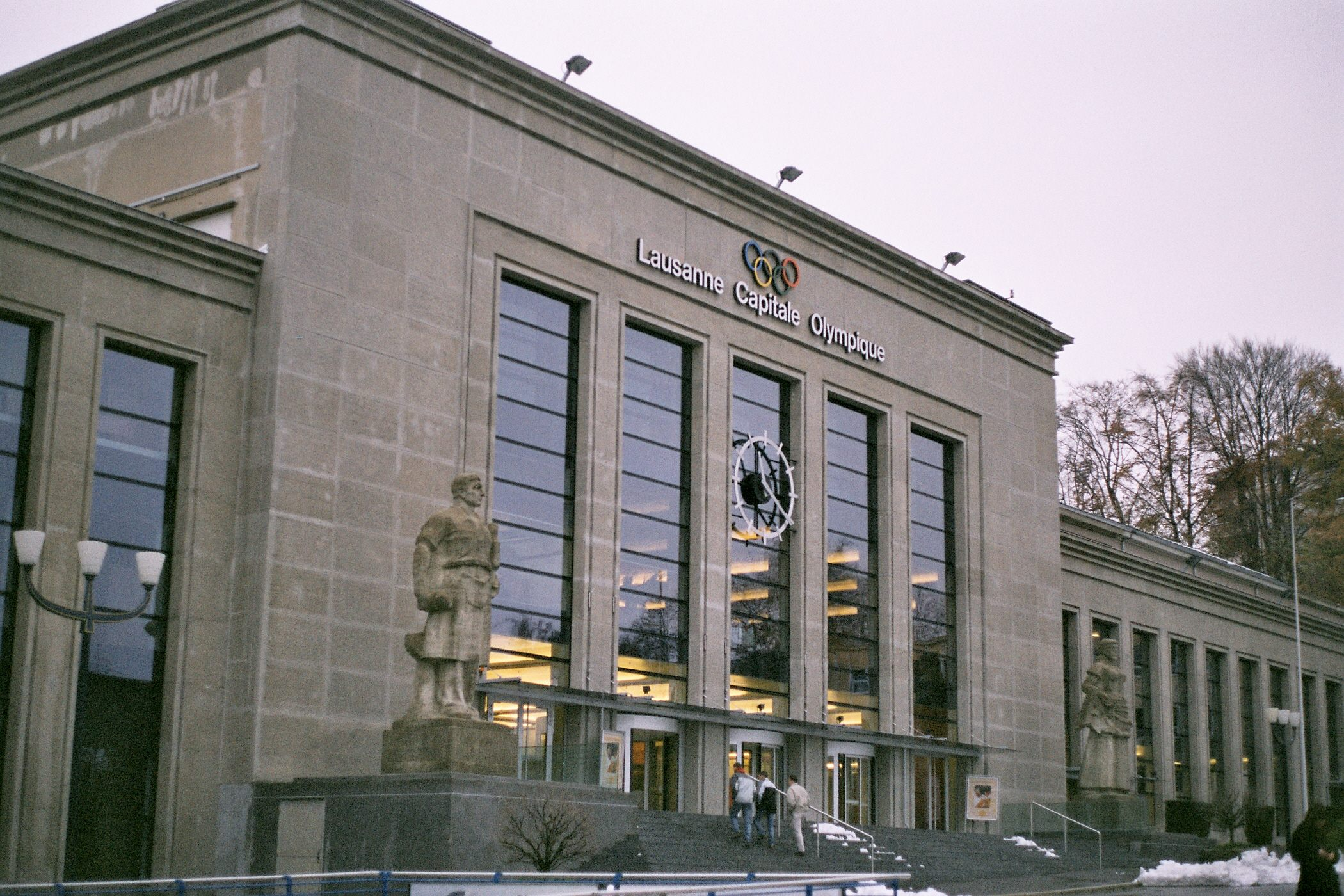
コンクールが行われるローザンヌのボーリュ劇場。ローザンヌ中央駅から北西に約2.5km。

ローザンヌ国際バレエコンクール（ローザンヌこくさいバレエコンクール、仏: Prix de Lausanne）は、スイスのローザンヌで毎年行われる、15歳から18歳までのバレエダンサーを対象としたコンクールである。スイスの非営利法人である舞踊振興財団（Fondation en faveur de l'Art chorégraphique）によって1973年から開催されている。
ヴァルナやモスクワなどの旧来のバレエコンクールとは異なり、若手ダンサーにキャリア形成につながる道筋を開くことを目的に掲げている。このため世界の著名なバレエ学校33校およびバレエ団32組織と提携しており、主たる賞であるローザンヌ賞（賞の節を参照）でこれらに無償で留学・研修することのできる権利を生活支援金とともに授与している。
歴代の受賞者の多くがプロとして活躍していることから、若手バレエダンサーの登竜門の一つと考えられてきた。

## 沿革
スイスの実業家フィリップ・ブランシュワイグは、妻エルヴィ・クレミスがバレエダンサーだったことからモーリス・ベジャールやロゼラ・ハイタワーと長年親交があり、ベジャールの20世紀バレエ団の公演をラ・ショー＝ド＝フォンで実現するなど興行師としての実績があった。1969年、ローザンヌにおける舞踊公演の促進を目的とする舞踊振興財団が設立されると、設立に関与したG・クライネルトはブランシュワイグにも参加を求めた。1970年に同財団の理事となったブランシュワイグは、舞踊の世界では個々のダンサーが声楽家など他の領域の芸術家に比べて経済的に不利な立場に立たされている実情を知っていたため、ダンサーを支援する最善の方法を求めて、1972年初頭から知己のベジャールとハイタワーに相談した。その結果、若手ダンサーに世界的に知名度のあるバレエ学校で学ぶ権利を賞として授与するコンクールをローザンヌで創設することを決意した。
レッスン審査を含む予選と、準決選・決選の合計3段階で絞り込む選考方法はブランシュワイグ夫妻がハイタワーと相談して決定した。さらに入賞者の留学の受け入れ先として、当時ブリュッセルにあったベジャールのムードラ・バレエ学校、カンヌのハイタワーの学校、さらにロンドンのロイヤル・バレエ学校の3校に協力を求めて賛同を得た。第1回のコンクールは1973年1月19-21日にローザンヌ市立劇場で実施された。当時の参加年齢は15-19歳で、参加者はクラシック・ヴァリエーションと、コンクール用に新たに振付けたフリー・ヴァリエーションを1曲ずつ準備して参加するというものだった。
第3回（1975年）からは実施会場がローザンヌのボーリュ劇場となり、提携校も次第に増やされていった。その後コンクールとしての国際的な知名度を高めるため、例外的に1985年にはニューヨーク、1989年は東京、1995年はモスクワで決選が開催された。第48回（2020年）はボーリュ劇場の改修工事のためモントルーのストラヴィンスキー・オーディトリアムで行われた。第49回（2021年）もモントルーで開催される予定だったが、SARSコロナウイルス2感染症の世界的流行による渡航制限のため、参加者が事前に提出した映像をローザンヌ現地で審査員が審査する方式で行われた。

## コンクール概要

### 特徴
すでにプロとしての活動実績がある者や入団が決まっている者は参加資格がない。結果のみで審査する旧来のコンクールとは異なり、参加者にクラスを受講させ、それ自体も審査対象としている。このクラス審査による評価は準決選までの各参加者の評価点の半分を占める。決選も含め、審査では「プロのバレエダンサーとして成功する能力があるか」に重きが置かれている。
また賞を授与するだけのコンクールとならないように、様々な工夫がなされてきた。現在では参加者全員に対して、選択したヴァリエーションごとに著名ダンサーによる個別の指導が行われている。入賞に至らなかった参加者に対しては、提携バレエ学校およびバレエ団と留学の相談ができる機会が設けられている。

### 選考方法
1月下旬頃から2月上旬にかけて約1週間の日程で行われる。事前のDVD審査に合格した者と、年により異なるが一部の国で開催される予備予選を勝ち抜いた者の合計約70名が現地での審査に参加できる。このうち20名程度が決選に残り、最終的に6-8名が「ローザンヌ賞」を授与される。
入賞できなかった場合でも、決選進出者には、1,000スイス・フランの奨励金と夏に行われる講習会の受講料免除などの特典が与えられる。

#### 選考方法の変遷
時代の変化に対応するため、1999年からコンテンポラリー・ヴァリエーションが審査に導入された。またこの年から賞として従来の留学のほかにバレエ団における研修も選べるようになった（賞の節を参照）。
2006年にも選考方法に大きな変更があり、第1フェーズは映像を自ら録画して送付するDVD審査となり、第2フェーズのみが現地で行われるように改められた。また創立以来2005年まで行われていたフリー・ヴァリエーション（自由作品）による審査が廃止された。
2022年は15歳~18歳で、1次が医療関連書類審査、2次がビデオ審査、3次がスイスモントルーでの5日間の選考。決選は2月5日で、1位~7位入賞。

### 日本との関わり
1980年から2005年まで、舞踊振興財団の支部にあたる日本事務局が東京に置かれ、山田博子が代表となって参加希望者の問い合わせに応じるなどの支援にあたった。以来日本からは継続的に参加者が出ており、現在までほぼ毎年の受賞者を出している。これまでに吉田都、熊川哲也、上野水香、中村祥子ら70名以上が受賞した。また、日本国籍を保持していながら、多重国籍で他国から出場し優勝、入賞した者として、オニール八菜（ニュージーランド）、ミコ・フォガティ（スイス）などがいる。
なお1989年の東京開催では、準決選と決選を日本で行うことによる費用として約6,000万円がかかり、富士通や日本児童手当協会、文化庁、NHKなどがこの一部を負担した。
日本からの本選出場者は、2021年度までビデオ審査による選出されていたが、2022年は1989年以来33年ぶりとなる日本予選が開催された。10月1日、2日の2日間、兵庫県西宮市の兵庫県立芸術センターで、コーチ陣による集団レッスン、個人によるクラシックと現代舞踏による審査が行われている。上位入賞者は無償でコンクール第3選セレクションから参加できる。

## 賞
ローザンヌ賞（Prix de Lausanne）
単に入賞と呼ばれることも多い。与えられる賞により、スカラシップ賞またはプロ研修賞と呼ばれる。
スカラシップ賞（Prix de Lausanne Bourses d’Etudes）
入賞者には世界の著名バレエ・スクールへ1年間無償で留学する権利と、その間の生活援助金として16,000スイス・フランが与えられる。
プロ研修賞（Prix de Lausanne Bourses d’Apprentissage）
入賞者には世界の著名バレエ団へ研修生として1年間参加する権利と、その間の生活援助金として16,000スイス・フランが与えられる。17歳以上の参加者のみ選択できる。この賞は1999年から後述のキャッシュプライズなどを置き換える形で導入され、当初は日本語で「プロフェッショナル・スカラシップ賞」と呼ばれていた（Prix de Lausanne en Bourse Stage professionnel）。
ローザンヌ賞の入賞者は表向き順位付けはなされないが、希望の留学先または研修先は決選での成績が上位の者から優先して認められることが定められている。また近年は表彰式において得点が上位の者ほど後に呼び出されるのが慣例となっている。
コンテンポラリー賞（Prix d'interpretation contemporaine）
コンテンポラリー・ヴァリエーションにおいて特に解釈と表現力に優れていた決選進出者1名に贈られ、受賞者は世界の著名なコンテンポラリー・ダンス講習会へ無料で招待される。
ベスト・スイス賞（Prix du meilleur suisse）
地元スイス国籍または3年以上スイスに在住してバレエ教育を受けた参加者に贈られる。賞金は2,500スイス・フラン。東洋人の目覚ましい進出のため、意義は希薄になってきた。
観客賞（Prix du public）
観客の人気投票によって決められる。賞金は500スイス・フラン。
ウェブ視聴者賞

### 廃止された賞
最優秀特別賞（Médaille d'Or）
「金メダル」とも呼ばれ、全参加者の中から特に優秀だとみなされた者に授与された賞。該当者なしの年もあった。1983年当時の賞金額は4,000スイス・フラン、1997年当時は5,000スイス・フランだった。公式の受賞者リストによると最後に最優秀特別賞を受賞したのは1995年のG・ガルシア=ポルテロ（スペイン）となっている。
その後は該当者なしの年が続いていたが、1999年ごろから金メダルには「最優秀賞」の日本語訳があてられていた。2001年当時は「スカラーシップまたはプロフェッショナル・スカラーシップ受賞者で、卓越したスター性を有する者に授与。希望する一流バレエ団への訪問を目的とする2週間の研修旅行の特典」と定義されており、その年にはJ・ガルシア=カスティーヤ（スペイン）がこれを受賞している (Prix d'excellence)。
現在、前述のローザンヌ賞で成績1位となった者には金メダルが授与されるが、賞の特典そのものは2位以下と差異がなく、意味合いとしては象徴的なものに留まっている。
キャッシュプライズ（Prix Espèces）
すでに国立・公立のバレエ学校に所属している参加者が入賞した際に与えられた賞金。提供する団体名を冠して「ジョンソン基金賞」（Prix Fondation Johnson）として1982年から導入された。通常3名まで選ばれ、順位により賞金額が異なっていた。1997年当時は1位が4,000スイス・フラン、2位が3,000フラン、3位が2,000フランだった。著名な受賞者にダーシー・バッセル（1986年）、ブベニチェク兄弟（1992年）らがいる。
なお1997年および1998年には、17歳以上の参加者は私立のバレエ学校からの参加であっても一律でスカラシップ賞の対象外となり、このキャッシュプライズを目標とせざるを得なかった。1998年を最後に廃止となった。廃止した理由は、過去にロシアからの参加者が賞金を関係者に没収されていた事実が判明したためだという。
プロフェッショナル賞（Prix Niveau Professionnel）
職業ダンサーの水準に達していると判断された決選進出者に贈られた賞金。留学の特典はなかった。日本語では単に「特別賞」とも呼ばれた。賞金額はキャッシュプライズの1・2位より少なく、1983年当時で2,000スイス・フラン、1997年も同額だった。1998年を最後に廃止。
エスポワール賞（Prix Espoir）
16歳以下の決選進出者または準決選進出者のうち、最も将来性があると認められた者に与えられた賞。スカラシップ賞と同じ恩典、すなわち著名スクールへ1年間無償で留学する権利と生活援助金が与えられた。1988年から導入されたもので、決選に進めなかったり入賞を逃した有望な若年者に対する救済措置としての意味があった。ただし1997年当時は留学先としてパリ・オペラ座バレエ学校とロイヤル・バレエ学校は選べないと規定されていた。2003年開催中にスカラシップ賞の入賞者枠を増やすために授与中止と発表され、結局そのまま廃止となった。
振付賞・振付奨励賞（Prix de la meilleure chorégraphie personnelle, Prix d'encouragement à la chorégraphie）
フリー・ヴァリエーションを自分で振り付けた参加者の中から最優秀の者に与えられた賞。当初「振付賞」と呼ばれていたが、どこまでが本人の振付と言えるか判断するのが難しいとの理由により、1983年開催分から賞の名称が「振付奨励賞」へと変更された。1989年を最後に廃止。

## 日本からの受賞者
※特記以外、受賞者の国籍は日本
| 年   | 名前          | 受賞                              | 受賞                              | 現在                               | 所属                                       | 審査員経験                 |
| ---- | ------------- | --------------------------------- | --------------------------------- | ---------------------------------- | ------------------------------------------ | -------------------------- |
| 1978 | 吉田 尚美     | スカラシップ賞                    | スカラシップ賞                    | 引退                               | （シュトゥットガルト・バレエ団）           |                            |
| 1980 | 堀内 元       | 振付賞 スカラシップ賞             | 振付賞 スカラシップ賞             | 芸術監督                           | セントルイス・バレエ団                     | ○ 1994、95、97、2000、08年 |
| 1980 | 力丸 純奈     | 振付賞                            | 振付賞                            | 引退                               | （サンガレン市立劇場バレエ）               |                            |
| 1982 | 貞松 正一郎   | スカラシップ賞                    | スカラシップ賞                    | 芸術監督                           | 貞松・浜田バレエ団                         |                            |
| 1982 | 木村 規予香   | プロフェッショナル賞              | プロフェッショナル賞              | （元プリンシパル）                 | （ライプツィヒ・バレエ団）                 |                            |
| 1983 | 吉田 都       | スカラシップ賞                    | スカラシップ賞                    | 芸術監督                           | 新国立劇場バレエ団                         | ○ 1993、2009、2012、2019年 |
| 1983 | 堀内 充       | スカラシップ賞                    | スカラシップ賞                    | 教授                               | 大阪芸術大学                               |                            |
| 1984 | 高部 尚子     | スカラシップ賞                    | スカラシップ賞                    | 芸術監督                           | 谷桃子バレエ団                             |                            |
| 1984 | 平元 久美     | スカラシップ賞                    | スカラシップ賞                    |                                    | 松山バレエ団                               |                            |
| 1984 | 牛尾 和美     | 審査員特別賞                      | 審査員特別賞                      |                                    |                                            |                            |
| 1986 | 中村 かおり   | スカラシップ賞                    | スカラシップ賞                    | （元プリンシパル）                 | （パシフィック・ノースウエスト・バレエ団） |                            |
| 1986 | 秋山 珠子     | キャッシュプライズ                | キャッシュプライズ                | リハーサル監督                     | ネザーランド・ダンス・シアター             |                            |
| 1987 | 伊能 貴子     | スカラシップ賞                    | スカラシップ賞                    |                                    |                                            |                            |
| 1988 | 中村 恩恵     | プロフェッショナル賞              | プロフェッショナル賞              | 退団                               | （ネザーランド・ダンス・シアター）         |                            |
| 1988 | 渡部 美咲     | エスポワール賞                    | エスポワール賞                    |                                    |                                            |                            |
| 1989 | 熊川 哲也     | 最優秀特別賞                      | 最優秀特別賞                      | 芸術監督                           | Kバレエカンパニー                          | ○ 1996、2013、2023年       |
| 1989 | 宮内 真理子   | スカラシップ賞                    | スカラシップ賞                    | 引退                               | （新国立劇場バレエ団）                     |                            |
| 1989 | 榊原 弘子     | スカラシップ賞                    | スカラシップ賞                    | 引退                               | （王立フランドル・バレエ団）               |                            |
| 1989 | 奈良岡 典子   | スカラシップ賞                    | スカラシップ賞                    |                                    |                                            |                            |
| 1989 | 橋本 美奈子   | プロフェッショナル賞              | プロフェッショナル賞              |                                    |                                            |                            |
| 1989 | 田中 祐子     | 振付奨励賞                        | 振付奨励賞                        |                                    | 牧阿佐美バレヱ団                           |                            |
| 1990 | 荒井 祐子     | スカラシップ賞                    | スカラシップ賞                    | （元プリンシパル）                 | （Kバレエカンパニー）                      |                            |
| 1991 | 齊藤 亜紀     | スカラシップ賞                    | スカラシップ賞                    | （元プリンシパル）                 | （フランドル・バレエ団）                   | ○ 2003、05、07、2017、24年 |
| 1991 | 佐々木 陽平   | エスポワール賞                    | エスポワール賞                    | バレエマスター                     | イングリッシュ・ナショナル・バレエ団       |                            |
| 1991 | 古谷 智子     | エスポワール賞                    | エスポワール賞                    | 引退                               | （ロイヤル・バレエ団）                     |                            |
| 1992 | 中野 綾子     | スカラシップ賞                    | スカラシップ賞                    | 引退                               | （バーゼル劇場バレエ）                     |                            |
| 1992 | 高橋 宏尚     | プロフェッショナル賞              | プロフェッショナル賞              | （元プリンシパル）                 | （ノーザン・バレエ団）                     |                            |
| 1992 | 高久 舞       | エスポワール賞                    | エスポワール賞                    |                                    |                                            |                            |
| 1993 | 上野 水香     | スカラシップ賞                    | スカラシップ賞                    | ゲスト・プリンシパル               | 東京バレエ団                               |                            |
| 1993 | 大植 真太郎   | キャッシュプライズ                | キャッシュプライズ                | 退団                               | （ハンブルク・バレエ団）                   | ○ 2002年                   |
| 1993 | 浅野 美波     | エスポワール賞                    | エスポワール賞                    | 引退                               | （王立フランドル・バレエ団）               |                            |
| 1994 | 泉 敦子       | エスポワール賞                    | エスポワール賞                    |                                    |                                            |                            |
| 1994 | 柳井 美紗子   | エスポワール賞                    | エスポワール賞                    |                                    |                                            |                            |
| 1995 | 蔵 健太       | スカラシップ賞                    | スカラシップ賞                    | 校長                               | Kバレエスクール                            |                            |
| 1995 | 川村 真樹     | スカラシップ賞                    | スカラシップ賞                    | （元プリンシパル）                 | （新国立劇場バレエ団）                     |                            |
| 1995 | 康村 和恵     | スカラシップ賞                    | スカラシップ賞                    | （元プリンシパル）                 | （Kバレエカンパニー）                      |                            |
| 1996 | 中村 祥子     | スカラシップ賞 テレビ視聴者賞     | スカラシップ賞 テレビ視聴者賞     | （元ゲスト・プリンシパル）         | （Kバレエカンパニー）                      |                            |
| 1996 | 樋口 ゆり     | プロフェッショナル賞              | プロフェッショナル賞              | 退団                               | （Kバレエカンパニー）                      |                            |
| 1996 | 河合 佑香     | スカラシップ賞                    | スカラシップ賞                    | 引退                               | （松岡伶子バレエ団）                       |                            |
| 1997 | 大石 麻衣子   | エスポワール賞                    | エスポワール賞                    | （元プリンシパル）                 | （ライプツィヒ・バレエ団）                 |                            |
| 1998 | 植村 麻衣子   | エスポワール賞                    | エスポワール賞                    |                                    |                                            |                            |
| 1998 | 横関 雄一郎   | スカラシップ賞                    | スカラシップ賞                    | （元ソリスト）                     | （ライプツィヒ・バレエ団）                 |                            |
| 1998 | 菊池 あやこ   | スカラシップ賞                    | スカラシップ賞                    |                                    |                                            |                            |
| 1998 | 田中 麻子     | キャッシュプライズ                | キャッシュプライズ                |                                    |                                            |                            |
| 1999 | 神戸 里奈     | エスポワール賞 コンテンポラリー賞 | エスポワール賞 コンテンポラリー賞 | 退団                               | （ブルノ歌劇場バレエ団）                   |                            |
| 1999 | 小㞍 健太     | プロ研修賞                        | プロ研修賞                        | 退団                               | （ネザーランド・ダンス・シアター）         |                            |
| 1999 | 根本 しゅん平 | エスポワール賞                    | エスポワール賞                    | 退団                               | （クルベリ・バレエ団）                     |                            |
| 2000 | 加治屋 百合子 | スカラシップ賞                    | スカラシップ賞                    | プリンシパル                       | ヒューストン・バレエ団                     | ○ 2018年                   |
| 2000 | 木田 真理子   | スカラシップ賞                    | スカラシップ賞                    | （元プリンシパル）                 | （スウェーデン王立バレエ団）               |                            |
| 2000 | 清水 健太     | スカラシップ賞 コンテンポラリー賞 | スカラシップ賞 コンテンポラリー賞 | （元プリンシパル）                 | （ロサンゼルス・バレエ団）                 |                            |
| 2000 | 大貫 真幹     | プロ研修賞                        | プロ研修賞                        |                                    | モーリス・ベジャール・バレエ団             |                            |
| 2000 | 坂地 亜美     | スカラシップ賞                    | スカラシップ賞                    | 引退                               | （香港バレエ団）                           |                            |
| 2001 | 倉永 美沙     | プロ研修賞                        | プロ研修賞                        | プリンシパル                       | サンフランシスコ・バレエ団                 |                            |
| 2001 | 平田 桃子     | エスポワール賞                    | エスポワール賞                    | プリンシパル                       | バーミンガム・ロイヤル・バレエ団           |                            |
| 2001 | 平野 亮一     | プロ研修賞                        | プロ研修賞                        | プリンシパル                       | ロイヤル・バレエ団                         |                            |
| 2002 | 崔 由姫       | プロ研修賞 コンテンポラリー賞     | プロ研修賞 コンテンポラリー賞     | ファースト・ソリスト               | ロイヤル・バレエ団                         |                            |
| 2002 | 竹田 仁美     | エスポワール賞                    | エスポワール賞                    | （元プリンシパル）                 | （NBAバレエ団）                            |                            |
| 2003 | 福田 圭吾     | プロ研修賞                        | 3位                               | 退団                               | （新国立劇場バレエ団）                     |                            |
| 2004 | 贄田 萌       | スカラシップ賞                    | 2位                               | 退団                               | （スウェーデン王立バレエ団）               |                            |
| 2004 | 井澤 諒       | スカラシップ賞                    | 4位                               | 退団                               | （新国立劇場バレエ団）                     |                            |
| 2004 | 松井 学郎     | プロ研修賞                        | 6位                               | プリンシパル                       | 西オーストラリア・バレエ団                 |                            |
| 2006 | 森 志乃       | スカラシップ賞                    | 5位                               | 引退                               | （アルバータ・バレエ団）                   |                            |
| 2007 | 河野 舞衣     | スカラシップ賞 観客賞             | 2位                               | 第一ソリスト                       | グラン・バレエ団                           |                            |
| 2008 | 高田 茜       | プロ研修賞 観客賞                 | 5位                               | プリンシパル                       | ロイヤル・バレエ団                         |                            |
| 2009 | 水谷 実喜     | スカラシップ賞                    | 3位                               | プリンシパル                       | バーミンガム・ロイヤル・バレエ団           |                            |
| 2009 | 根本 里菜     | プロ研修賞                        | 6位                               | ソリスト                           | オーストラリア・バレエ団                   |                            |
| 2009 | 高田 樹       | プロ研修賞                        | 次点                              |                                    | ヘッセン州立バレエ団                       |                            |
| 2010 | 佐々木 万璃子 | スカラシップ賞                    | 3位                               | ファースト・ソリスト               | ロイヤル・バレエ団                         |                            |
| 2011 | 加藤 静流     | スカラシップ賞                    | 5位                               | プリンシパル                       | 沿海州マリインスキー・バレエ団             |                            |
| 2011 | 堀沢 悠子     | スカラシップ賞                    | 7位                               | 退団                               | （スターダンサーズ・バレエ団）             |                            |
| 2012 | 菅井 円加     | プロ研修賞 コンテンポラリー賞     | 1位                               | プリンシパル                       | ハンブルク・バレエ団                       |                            |
| 2013 | 山本 雅也     | プロ研修賞                        | 3位                               | プリンシパル                       | Kバレエカンパニー                          |                            |
| 2013 | 栁澤 郁帆     | スカラシップ賞                    | 次点                              | 第2ソリスト                        | スウェーデン王立バレエ団                   |                            |
| 2014 | 二山 治雄     | スカラシップ賞                    | 1位                               | ソリスト                           | 東京バレエ団                               |                            |
| 2014 | 前田 紗江     | スカラシップ賞                    | 2位                               | ファースト・ソリスト               | ロイヤル・バレエ団                         |                            |
| 2014 | 加藤 三希央   | プロ研修賞                        | 6位                               |                                    | リヨン・オペラ座バレエ団                   |                            |
| 2015 | 伊藤 充       | プロ研修賞                        | 3位                               |                                    | ガーサ・バルガ舞踊団                       |                            |
| 2015 | 金原 里奈     | プロ研修賞                        | 5位                               | 退団                               | （イングリッシュ・ナショナル・バレエ団）   |                            |
| 2016 | 中村 淳之介   | スカラシップ賞                    | 6位                               | コール・ド・バレエ                 | ウィーン国立バレエ団                       |                            |
| 2016 | 金 世友       | プロ研修賞                        | 次点                              |                                    | オルデンブルク州立劇場バレエ団             |                            |
| 2017 | 中尾 太亮     | スカラシップ賞                    | 3位                               | ソリスト                           | ロイヤル・バレエ団                         |                            |
| 2017 | 山元 耕陽     | スカラシップ賞                    | 4位                               | コリフェ                           | オランダ国立バレエ団                       |                            |
| 2019 | 佐々木 須弥奈 | プロ研修賞 ベスト・スイス賞       | 3位                               | ファースト・アーティスト           | ロイヤル・バレエ団                         |                            |
| 2019 | 脇塚 優       | スカラシップ賞                    | 4位                               | コール・ド・バレエ                 | ノーザン・バレエ団                         |                            |
| 2019 | 住山 美桜     | プロ研修賞                        | 8位                               | ソリスト                           | カールスルーエ・バーデン州立劇場バレエ団   |                            |
| 2021 | 淵山 隼平     | プロ研修賞                        | 5位                               | ファースト・アーティスト           | イングリッシュ・ナショナル・バレエ団       |                            |
| 2022 | 田中 月乃     | プロ研修賞 ベスト・スイス賞       | 2位                               |                                    | ノルウェー国立バレエ団                     |                            |
| 2023 | 宮崎 圭介     | スカラシップ賞                    | 8位                               | 生徒                               | ジョン・クランコ・バレエ学校               |                            |
| 2024 | 小林 愛里     | プロ研修賞                        | 5位                               | 研修生                             | ロイヤル・バレエ団                         |                            |
| 2024 | 利田 太一     | スカラシップ賞                    | 9位                               | 生徒                               | ハンブルク・バレエ学校                     |                            |
| 2025 | 安海 真之介   | プロ研修賞 観客賞 ボーリュ賞      | 3位                               | ヒューストン・バレエ団Ⅱで研修予定  | 山本禮子バレエ団附属研究所                 |                            |
| 2025 | 浜崎 ほの     | スカラシップ賞                    | 7位                               | ロイヤル・バレエ学校に留学予定     | 徳永由貴バレエスクール                     |                            |
| 2025 | 大石 惺亜     | スカラシップ賞                    | 次点                              | パリ・オペラ座バレエ学校に留学予定 | アクリ・堀本バレエアカデミー               |                            |